# 프레데리크 오귀스트 바르톨디
프레데리크 오귀스트 바르톨디(프랑스어: Frédéric Auguste Bartholdi, 1834년 8월 2일 ~ 1904년 10월 4일)는 프랑스의 조각가이다.

## 작품 목록
- 사자상

1876~1880년까지 만들었고, 당테르로슈로 광장에 있다.
- 자유의 여신상

1886년 프랑스 정부가 미국 정부에 기증하였다.
- 베르킨게토릭스 동상

베르킨게토릭스의 동상으로, 클레르몽페랑의 중앙 광장에 놓여 있다.
- 바르톨디 분수

테로 광장에 있다.

## 같이 보기
- 자유의 여신상 박물관